# III. Fulkó, Anjou grófja
III. (Fekete) Fulkó (Foulques Nerra, kb. 972 – 1040. június 21.; gróf 987-től haláláig) volt Anjou 7. grófja (az Ingelger-ház negyedik grófja). Apja I. (Szürkekabátos) Gottfried volt, nagyapja II. (Jó) Fulkó.

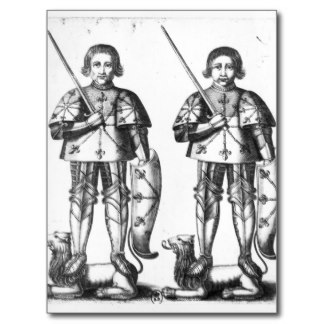
Fekete Fulkó és fia, Kalapács Gottfried

Az I. Anjou-ház leghíresebb tagjaként rendkívül erőteljes személyiség volt. Őrtornyokat, várakat, monostorokat épített. Ő emelte Angers-ben a Loire középkori állandó hídját és alapította meg 1028-ban a túlparton Notre-Dame de la Charité apátságot). A hídpénzből és birtokainak jövedelméből támogatta az apácák betelepítését, miként felesége, Hildegarde is. Az adományok révén a túlparti, új  városrész (Doutre) fő birtokosa az apátság lett, és ezt a pozícióját egészen a 13. század elejéig megőrizte.
Emellett erőszakos természetéről híresült el; alattvalóit kegyetlenül sanyargatta.